# Коле ди Черињано (Маса-Карара)
Коле ди Черињано је насеље у Италији у округу Маса-Карара, региону Тоскана.
Према процени из 2011. у насељу је живело 11 становника. Насеље се налази на надморској висини од 367 м.